# Broken Age
Broken Age (précédemment Double Fine Adventure) est un jeu vidéo d’aventure graphique développé par Double Fine Productions et conçu par Tim Schafer. Le premier épisode est sorti le 28 janvier 2014 et le second le 29 avril 2015.

## Trame
Vella Tartine (Masasa Moyo) est une jeune fille condamnée à être offerte en sacrifice à une créature. Shay Volta (Elijah Wood) est un adolescent qui s’ennuie dans un vaisseau spatial excessivement maternel. Le jeu suit leurs histoires parallèles.

## Résumé de l'histoire

### Acte I
Broken Age raconte l'histoire de deux adolescents: Vella Tartine (doublée par Masasa Moyo) et Shay Volta (doublée par Elijah Wood) qui sont sans lien immédiat apparent, chacun « cherchant à briser la tradition de sa vie ».
Vella Tartine est une jeune femme vivant dans les Terres désolées, une terre ravagée par les Mogs, des créatures géantes qui viennent d'au-delà un mur appelé le Barrage de peste. Ils sont apaisés par le sacrifice de jeunes filles à un certain nombre de « Fêtes des demoiselles » tenus dans différents villages. Ils apparaissent tous les 14 ans pour collecter ces demoiselles. Vella est choisie pour être sacrifiée au Mog Chothra à la fête de son village natal, Sucreval (ce village s'appelait auparavant Acierval – une ville composée de guerriers), mais conclut que si le monstre pouvait être tué, les rituels pourraient être arrêtes. Elle trouve un moyen d'échapper à l'attaque de la bête et atterrit à Festiciel, une petite colonie qui repose sur un amas de nuages semi-solides. Les habitants sont aux prises avec les conséquences de leur propre Fête, confirmant la conviction de Vella que les rituels sont désastreux pour leurs peuples et devraient être arrêtés. Elle se fraye ensuite un chemin vers la ville portuaire locale, la Butte aux coquillages, où les habitants préparent leur propre Fête. Là, elle découvre le temple du Dieu Borgne, qui se révèle être un ancien vaisseau spatial, le Maloruna, à moitié recouvert par le sable. Elle arrive à réveiller le pilote, Alex, de sa stase de trois cents ans, et il l'aide à truquer le système de balayage du vaisseau pour tirer un laser sur le Mog Chothra quand il se montre pour la Fête. Le plan de Vella fonctionne et elle est en mesure de faire tomber la créature.
Shay Volta est un jeune homme et apparemment le seul passager sur le vaisseau spatial Bossa Nostra (Bassinostra), un « vaisseau-incubateur ». L'intelligence artificielle (IA) de jour de l'ordinateur du vaisseau agit comme une figure maternelle envers Shay, l'occupant avec des « missions » infantiles et des routines ennuyantes, tout en l'empêchant d'en apprendre plus ou d'explorer plus loin que l'extérieur du vaisseau. L'IA de nuit agit comme une figure paternelle et comprend plus le désir d'indépendance de Shay mais semble être trop occupé pour passer du temps avec lui. L'ordinateur affirme qu'il fait partie du Projet Pissenlit, un effort de la dernière chance de sa planète d'origine, Loruna, pour protéger Shay (le seul survivant de sa race à la suite de la destruction de la planète) et pour essayer de lui trouver un endroit où vivre. Quand Shay se faufile dans les entrailles du vaisseau, il trouve un passager clandestin nommé Marek portant un costume de loup. Marek prétend que, à son insu, une guerre fait rage dans la galaxie, et raconte à Shay qu'il a besoin de son aide pour sauver d'innocentes créatures qui ont été emprisonnées dans différentes zones de la galaxie. Marek guide Shay à travers diverses missions sans que l'ordinateur du vaisseau soit au courant de leurs agissements, en essayant de sauver un certain nombre de créatures dans chaque zone avant que leur position soit découverte par une force ennemie. Durant un de ces sauvetages, Shay refuse d'abandonner la dernière créature, causant au vaisseau d'être attaqué et piégeant Marek sous un tas de débris. Dans le chaos qui a suivi, Shay est assommé.
L'Acte I se termine quand Vella découvre que le Mog Chothra est une machine. Shay émerge, confus, de l'intérieur de ce dernier, révélant que sa conviction d'être dans l'espace était simplement une illusion, et qu'il contrôlait involontairement le Mog Chothra. Confuse, Vella essaye de frapper Shay mais le rate et tombe dans la bouche du Mog Chothra. La bouche se referme derrière elle, tous les deux pris au piège dans le monde de l'autre, confus et incertains de ce qu'il faut faire dans leur nouvel environnement.

### Acte II
Shay, pris au piège à l'extérieur du Mog Chothra, découvre que ce qu'il pensait être les IA du vaisseau sont en fait ses vrais parents ; son père, Ray Volta, coincé à l'extérieur avec Shay, l'avertit que sa mère est toujours piégé à l'intérieur. Pendant qu'ils essayent de trouver un moyen de revenir à l'intérieur, le vaisseau décolle, les laissant là où ils sont. Shay rencontre Alex et apprend que ce dernier était un précédent sujet de Projet Pissenlit. Alex est né sur son vaisseau, le Maloruna, un croiseur pissenlit de l'Âge de diamant. Ses parents ne lui ont montré aucune photo de Loruna. Ils ont vécu pendant environ vingt ans après l'accident (il y a 280 ans), puis sont morts à trois mois d'intervalle l'un de l'autre. C'est une des raisons pour lesquelles il est entré en crysolation. Avant l'écrasement de son vaisseau, Alex avait un violoncelle qui parlait nommé Marek qui lui a dit de pirater les commandes et de sauver d'innocentes créatures, tout comme Shay, qui se rend compte qu'ils capturaient tous les deux des jeunes filles.
Shay propose d'aider à réparer le vaisseau d'Alex pour retourner à Loruna, qu'Alex pense être la destination du navire de Shay. Pendant ce temps-là, Vella se fraye un chemin dans le vaisseau et rencontre Marek, qui est toujours coincé sous les débris. Marek dirige Vella à entrer dans la salle de contrôle pour arrêter la mère de Shay, Hope Volta. Vella prétend être Shay pour tromper sa mère et que celle-ci ouvre la porte. Cependant, elles sont toutes les deux rapidement enfermées à l'intérieur de la salle. Marek se révèle être Marékaï, un membre d'une race appelée Grive. Marékaï a raconté à Hope que leur monde était en train de mourir alors elle s'est portée volontaire pour le Projet Pisenlit qu'elle croyait être une mission d'exploration ayant pour but de trouver un nouveau monde habitable, comme tant d'autres avant elle : c'étaient les mogs. Il se trouve que Loruna n'est pas une planète mais un empire au-delà du Barrage putride. Marékaï dirige ensuite le vaisseau pour y livrer Vella. Entretemps, Shay fait son chemin à travers la Butte aux coquillages et Festiciel pour trouver des pièces pour réparer le vaisseau d'Alex et retourner à Loruna. Il retrace le voyage de Vella et parle aux personnes avec qui elle a interagi durant l'Acte I et sa famille, à la recherche de leur fille.
Retour du côté de Vella : Vella se libère avec la mère de Shay, et la vraie nature du Projet Pissenlit est révélée : les membres de la Grive, croyant que le reste des êtres vivants sur la planète sont infestés de maladies, se sont barricadés avec les humains qu'ils gouvernent au-delà du Barrage de la peste, et au fil des générations, ont modifié leur ADN humain normal pour devenir « supérieurs » ; mais ont aussi perdu certains traits nécessaires à leur survie. Le Projet Pissenlit a été utilisé pour envoyer des enfants humains particulièrement sensibles de leur population humaine non modifiée qui pourrait localiser une jeune fille via les Fêtes des demoiselles capable de « redresser » leur lignée génétique. Vella est celle que Shay a sélectionnée parmi les autres jeunes filles (qui sont vivantes mais retenues captives). La Grive planifie de la tuer pour intégrer son code génétique dans le leur.
Connaissant son sort potentiel, Vella crée un explosif à retardement à partir du noyau d'énergie du vaisseau pour détruire le hangar où les mogs sont conservés. Après avoir déployé la bombe, Vella et Hope programment le vaisseau pour s'échapper. Entretemps, Shay aide Alex à réactiver son vaisseau et ils mettent directement le cap sur le Barrage putride, accompagné par le père de Shay et la famille de Vella. Juste à l'extérieur du portail, les deux vaisseaux entrent en collision et la Grive commence à les attaquer, les deux vaisseaux étant bloqués en pilote automatique. Shay et Vella coopèrent pour que le réacteur du vaisseau d'Alex surchauffe, fusionnant les deux vaisseaux ensemble. Tout le monde à part Shay s'échappe, et Vella l'encourage à sauter ; Shay saute, ratant de peu une corniche, mais est sauvé par le noble sacrifice d'un de ses robots, Gary l'Agrippe. Les vaisseaux fusionnés se solidifient rapidement, formant un pont entre le continent et le Barrage putride, et Shay et Vella se rencontrent enfin.
Dans la séquence de crédit, on montre que la Grive est destitué du pouvoir, que le Barrage de la peste est démoli et que les humains de Loruna et des Terres désolées forment une alliance pacifique. Beaucoup d'images dans les crédits montrent les personnes, animaux et machines notables présentés tout au long du jeu vivant de bien meilleures vies.

## Distribution
Les voix des personnages sont assurées par des acteurs anglophones. Des sous-titres en anglais, français, italien, allemand et espagnol sont proposés en option.
Personnages principaux
- Masasa Moyo : Vella
- Elijah Wood : Shay

Village de Sucreval (Sugar Bunting)
- Kristen Li : Rocky
- Jamieson Price : Brommel
- Grey DeLisle : Levina
- Hynden Walch : Demoiselle rose (Rose Maiden)
- Cathy Cavadini : Demoiselle chandelier (Candle Maiden)
- Cree Summer : Demoiselle gigot (Drumstick Maiden)
- Kate Higgins : Demoiselle bouteille d’eau (Bottled Water Maiden)

Village de Festiciel (Meriloft)
- Richard Steven Horvitz : Walt’r
- Cathy Cavadini : Car’l
- Hynden Walch : Ch’t
- Hynden Walch : M’ggie
- Jack Black : Harm’ny Lestebarbe (Harm’ny Lightbeard)
- Jamieson Price : F’ther
- Pendleton Ward : Gus

La forêt
- Wil Wheaton : Curtis
- Jamieson Price : Arbre qui parle (Dialog Tree)

Village de Buttes aux coquillages (Shellmound)
- Nick Jameson : Marshal Dune
- Nikki Rapp : Courtney du Dieu Borgne (Dead Eye Courtney)
- Ginny Westcott : Dawn du Dieu Borgne (Dead Eye Dawn)
- Alex Rigopulos : Alex

Le vaisseau
- Jennifer Hale : Maman (Mom)
- John Cygan : Papa (Dad)
- David Kaufman : Marek / Marékaï
- John Cygan : Cuillère
- Nick Jameson : Couteau
- Richard Steven Horvitz : Le Tisse-espace (Space Weaver)
- Cree Summer : Téléporteur (Teledoor)
- Kristen Li : Ami en laine 1 (Yarn Pal 1)
- Kate Higgins : Ami en laine 2 (Yarn Pal 2)
- Grey DeLisle : Ami en laine 3 (Yarn Pal 3)

Divers
- Grey DeLisle : Drucilla
- Cathy Cavadini : Twyln
- Cree Summer : Morellia
- Kate Higgins : Anastasia
- Jamieson Price : Husker
- Nick Jameson : Annonceur
- John Cygan : Conducteur

## Accueil
- Jeuxvideo.com : 17/20 (Acte I)[1] - 12/20 (Acte II)[2]